# 哈吉塔爾漢

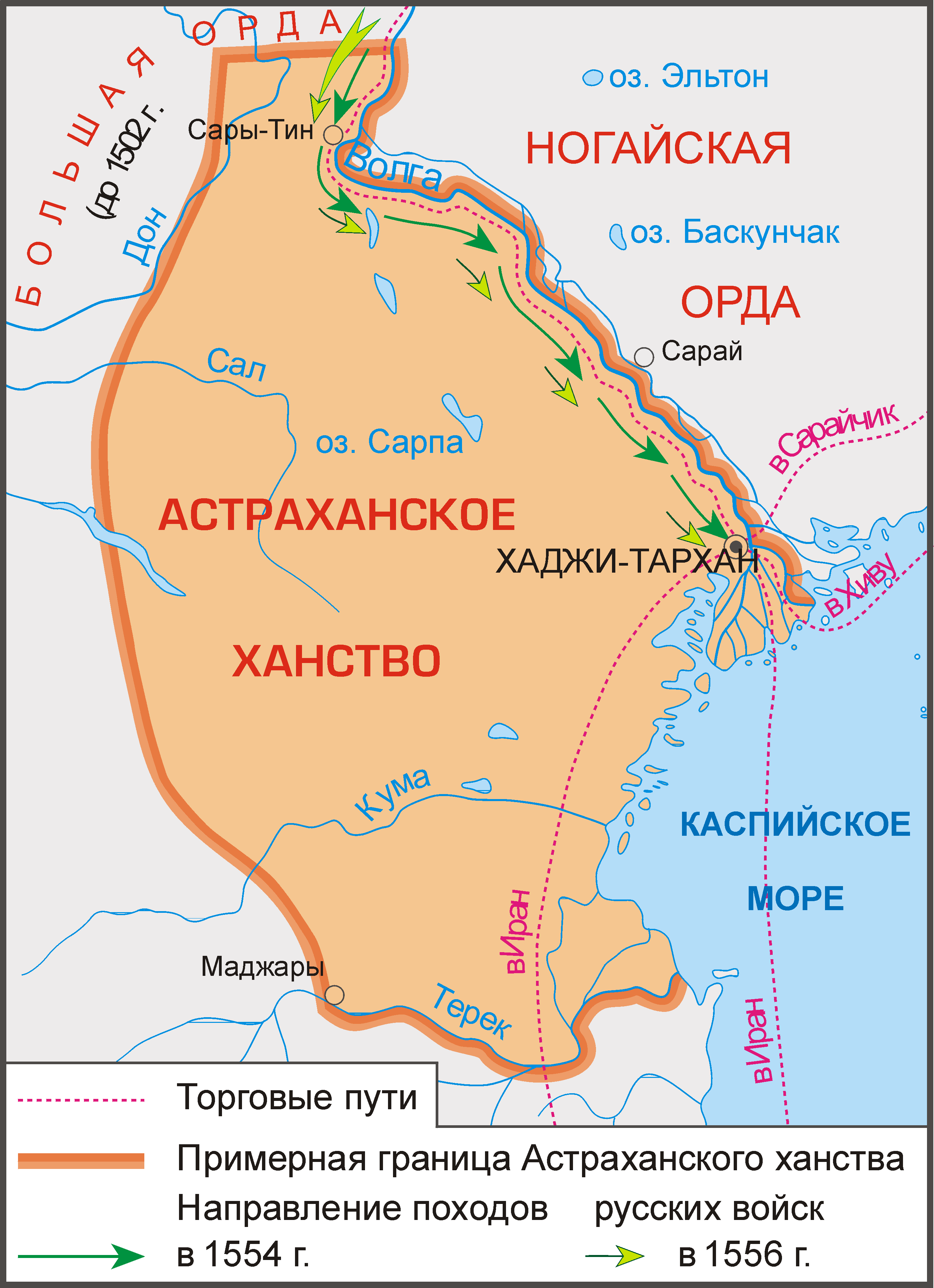
哈吉塔尔汉示意图

哈吉塔爾漢，是一座位於伏爾加河右岸的中世紀城市，位置在阿斯特拉罕以北12公里。
第一次提及這城市在1333年，在13至14世紀是金帳汗國政治和經濟中心，在1395年被帖木兒玻壞，在阿斯特拉罕汗國時代重建和成為汗國首都。在1547年被克里米亞汗國可汗沙希布·格來圍攻，在1556年被伊凡四世合併入俄國。